# Lijst van betaaldvoetbalclubs in Griekenland
Dit is een overzicht van alle voetbalclubs die in het heden of het verleden hebben deelgenomen aan het betaalde voetbal in Griekenland.
Zie ook:
- Griekse A kampioenschap
- Grieks voetbalelftal

## A
- AE Achaiki Kato Achaia FC
- AO Acharnaikos Menidi Athinai FC
- Achilleas Farsala
- Achilleas Kato Acharnon
- Achilleas Neokastrou
- AEK Athene
- Aetos Diaselou
- Aetos Skydras
- Afanton AER
- Aghia Paraskevi AO
- Aghios Thomas
- Agios Dimitrios FC
- Agios Nikolaos FC
- Agrotikos Asteras
- Aias Gastounis
- Aias Paralias
- Aias Salaminas
- APS Aiolikos Mytilini Lesvos
- Akarnanikos Fyteion
- Akratitos Ano Liosion
- AO Alexandria
- Almiros GS
- Almopos Aridaia
- AO Almyros
- GAS Anagennisi Artas
- Anagennisi Giannitsa
- Anagennisi Ierapetra
- AS Anagennisi Karditsas
- AE Anakalypsi Ambelokipon Drama
- Anatoli Giannina
- Androutsos Gravias
- Apollon Athinon
- Apollon Diomideias
- Apollon Kalamarias
- Apollon Kryas Vryzis
- Apollon Larisas
- Apollon Paralimniou
- Apollon Pargas
- Apollon Petalidiou
- Apollon Smyrnis
- Aris FC
- Aristotelis Neas Gonia
- Aspropyrgos Doxa
- Asteras Amaliadas
- Asteras Arfaron
- Asteras Iteas
- Asteras Karditsas
- Asteras Machairadou
- Asteras Peramatos
- Asteras Tripoli
- Astrapi Mesopotamias
- Astrapi Psarofaiou
- AO Athinaida
- Athinaikos
- Atromitos Agia Marina
- Atromitos
- Atromitos Piraeus
- PO Atsalenios Iraklio FC

## C
- Chaidari FC
- AE Chanion
- AO Chersonissos
- APO Chios

## D
- Dafni Livanaton
- Demetra Trikala
- Diagoras Rodos
- Dimitriou Ypsilanti
- Doxa Drama
- Doxa Gratinis
- Doxa Kranoulas
- Doxa Platane
- Doxa Xanthi

## E
- Egaleo FC
- AO Elaiofyto
- Ellas Elous
- Enosi Apostolou Pavlou
- PA Enosi Thraki Alexandroupoli
- Epameinondas Lefktron
- Episkopi AO
- Ergotelis FC
- Ermis Korydallou
- Ethnikos Alexandroupolis
- Ethnikos Asteras
- Ethnikos Axioupolis
- Ethnikos Filippiadas
- Ethnikos Katerini
- Ethnikos Olympiakos Volos FC
- Ethnikos Piraeus
- Ethnikos Sidirokastro
- Ethnikos-Mani OFPF Piraeus

## F
- AE Farkadona
- AO Filoktitis
- AO Fostiras

## G
- AO Galatini
- AE Giannina
- PAS Giannina
- Glyka Nera AO

## I
- Ialisos Rodos
- OF Ierapetra
- Ileiakos Lechena
- Ilioupoli GS
- ILTEX Lykoi
- AO Ilysiakos
- AO Iona 2000 Chania
- Ionikos
- Iraklis Chalkis
- Iraklis Nerokourou
- Iraklis Psachnon
- Iraklis FC
- AO Irodotos

## K
- Kalamata FC
- AE Kalampakiou
- Kallithea FC
- Kamvouniakos Deskati
- Karditsa AO
- AGS Kastoria
- Katsampa AE
- AO Kavalla
- APO Keratsini
- Keravnos Kerateas
- AO Kerkyra
- Kissavos Sykouriou
- Korfos Elountas
- PAS Korinthos
- Koropiou AO
- Kos AE
- PAO Koufalion
- FS Kozani
- AE Kozani
- AE Krinis
- Kronos Argyradon

## L
- AS Lamia
- AE Larisa 1964
- AO Leivatho
- AO Leonidio
- Levadiakos
- AS Lilas Vasilikon

## M
- AO Makedonikos
- Makedonikos Foufa
- AO Mandraikos
- AO Marko
- Megas Alexandros Iraklias
- Megas Alexandros Perasmatos
- Mesologgi AE
- GS Messiniakos Kalamata
- AO Meteora
- Miltiadis AO
- AO Miriki
- Moschatou AO

## N
- Nafpaktiakos Asteras
- Naoussa FAS
- AE Naxou
- Nea Ionia AO
- Nea Kallikratia
- AO Nea Kavala
- Nea Selefkeia AE
- Nea Triqlia
- PAO Neon Epivaton
- Neos Astir Rethimnou
- Neos Panionios Athinai
- Nestos Chrisoupolis
- AE Nikaia
- Niki Polygyrou
- GS Niki Volou

## O
- Odysseas Anagennisis
- OFI Kreta
- Olympiakos ASK Volou
- Olympiakos Chalkida
- Olympiakos Loutraki
- Olympiakos Piraeus SC
- Olympos Agiasou
- Omonia Sindou
- Orestis Orestiada
- Orfeas Sourotis

## P
- PAE Ergotelis
- Pamisos Messinis
- Panachaiki
- AO Panaigialios
- GFS Panaitolikos Agrinio
- AO Panargeiakos
- Panathinaikos AO
- AO Pandramaikos Drama
- AO Panelefsiniakos
- Pangytheatikos 2001
- AO Paniliakos
- Panionios
- AO Pannaxiakos
- PANO Mallion
- Panserraikos FC
- Panthrakikos
- AO Panthyreatikos
- PAOK Saloniki
- Pavlos Melas
- MAS Pierikos Katerini
- Platanias AO
- AE Polykastro
- PAS Preveza
- AO Proodeftiki Neolaia Nikaia
- Prosotsanis GS
- AE Ptolemaida Lignitorichi
- Pynda Kitrous
- Pyrgos Chios
- Pyrsos Eleftheriou

## R
- Rigas Feraios
- AS Rodos
- PAO Rouf

## S
- Saronikos Aigina
- Skoda Xanthi
- AS Sourmenon
- Spartakos Agion Theodoron
- Stavraetos Syrrakou

## T
- Tavropos Karditsa
- Telykratis Levkadas
- Terpsitheas AO
- AO Theagenis Thassos
- Thermaikos Thermis Thessaloniki
- Thisseas Agrias
- Thiva AO
- Thrasyvoulos Fylis
- APS Thyella Patras
- Titan Servia
- AO Trikala
- Tympakiou AO

## V
- PAO Vardas
- Vataniakos Katerini
- Veria FC
- Visaltiakos Nigrita
- AGS Vyzas Megara

## Z
- Zakynthos APS
- Zavlani APS
- Zeus SC